# Arneberto
Arneberto (em latim: Arnebertus) foi um general franco do século VII, ativo no Reino Merovíngio durante o reinado de Clotário II (r. 613–629) e Dagoberto I (r. 629–634).

## Vida
Arneberto casou-se com a filha de Varnaquário, a irmã de Godino. Entre 626-629, serviu como duque; em 626, Clotário enviou-o com um exército para matar Godino na Borgonha e mais tarde no mesmo ano recebeu novas ordens, agora para matar Bossão. Em 629, ele, Amalgário e Vilibado mataram Prodúlfo em Latona sob ordens de Dagoberto.